# Blažim (district de Plzeň-Nord)
Pour les articles homonymes, voir Blažim.
Blažim (en allemand : Blaschin) est une commune du district de Plzeň-Nord, dans la région de Plzeň, en République tchèque. Sa population s'élevait à 65 habitants en 2022.

## Géographie
Blažim se trouve à 31 km au nord-ouest de Plzeň et à 102 km à l'ouest-sud-ouest de Prague.
La commune est limitée par Krsy au nord, par Ostrov u Bezdružic à l'est et au sud, et par Úterý à l'ouest.

## Histoire
La première mention écrite de la localité date de 1183.

## Galerie

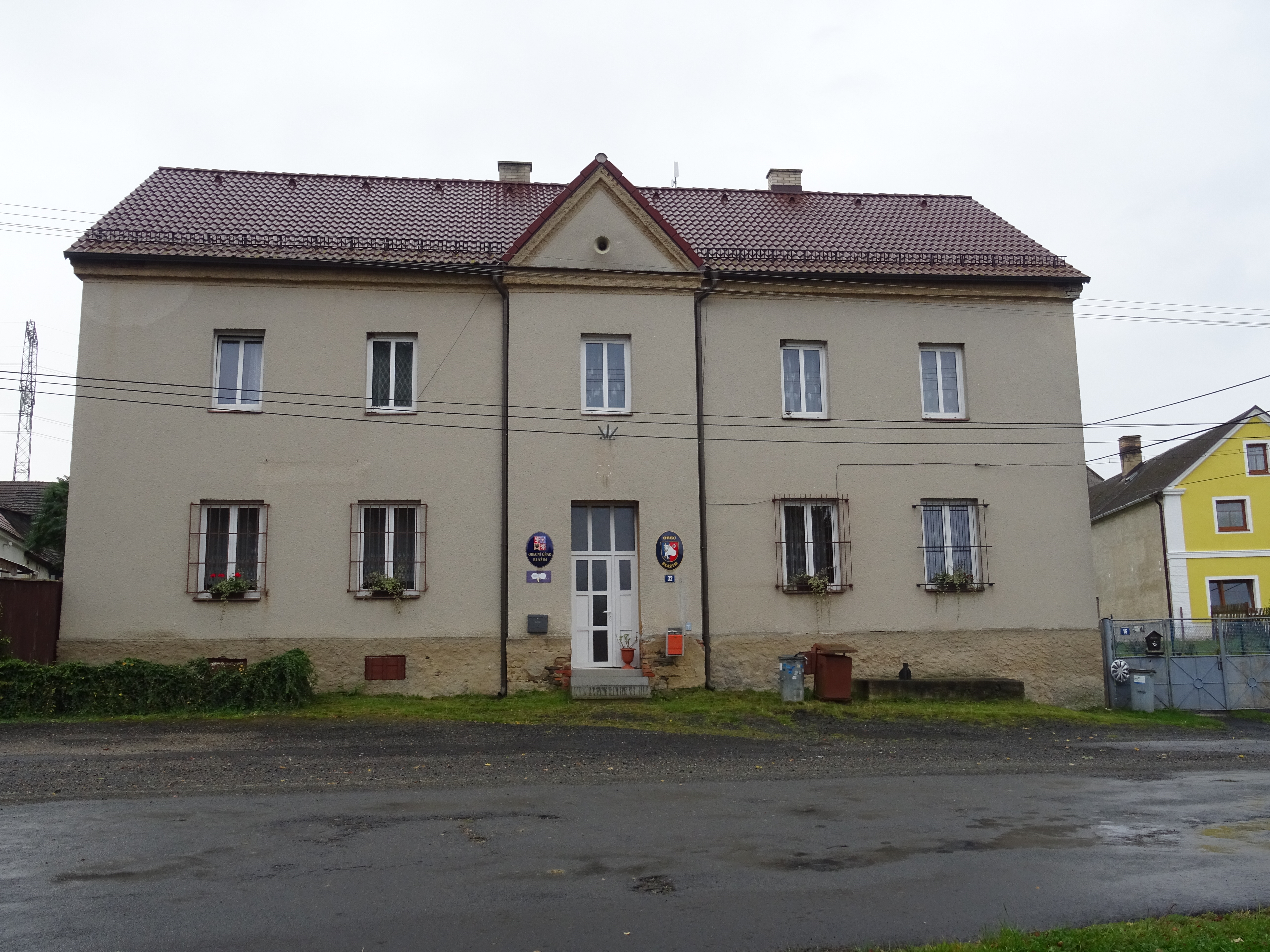
Blažim : la mairie.
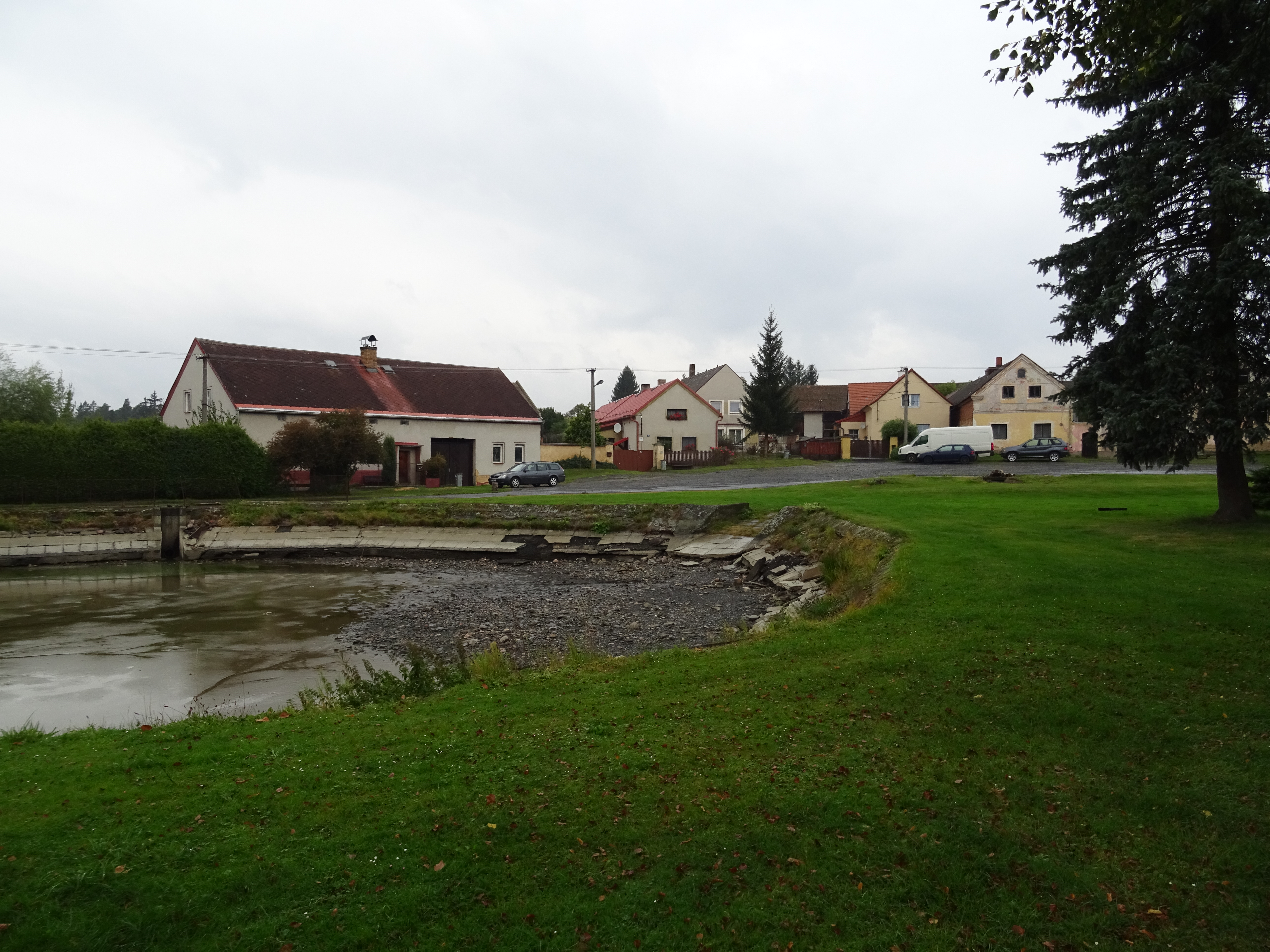
Centre du village.

## Transports
Par la route, Blažim se trouve à 24 km de Stříbro, à 33 km de Mariánské Lázně, à 34 km de Plzeň et à 127 km de Prague. 